# Суйчжун
Суйчжу́н (кит. упр. 绥中, пиньинь Suízhōng, буквально: «в центре надолго умиротворённых мест») — уезд городского округа Хулудао провинции Ляонин (КНР).

## История
Ещё во времена чжурчжэньской империи Цзинь в этих местах была образована область Жуйчжоу (瑞州). Во времена империи Мин в 1428 году область Жуйчжоу была расформирована, а эти места перешли в управление относящихся к Гуаннин-Цяньтуньскому караулу (广宁前屯卫) «Канцелярии центра и тыла» (中后所, Чжунхоусо) и «Канцелярии центра и фронта» (中前所, Чжунцяньсо). Во времена империи Цин, когда нужда в карауле отпала, в 1663 году Цяньтуньский караул, Канцелярия центра и тыла и Канцелярия центра и фронта были расформированы, а эти земли подчинены властям Нинъюаньской области (宁远州) Фэнтяньской управы (奉天府).
В 1902 году Нинъюаньская область была ликвидирована, а её земли были разделены по реке Люгухэ; земли к востоку от реки стали уездом Синчэн, а земли к западу — уездом Суйчжун, в названии которого иероглиф «Суй» означал «мир и спокойствие», а иероглиф «чжун» был взят из названия ранее существовавшей «Канцелярии фронта и тыла». В 1906 году была образована провинция Фэнтянь (в 1929 году переименованная в Ляонин), и уезд вошёл в её состав.
В 1932 году эти земли были захвачены японцами и вошли в состав марионеточного государства Маньчжоу-го, где в 1934 году была образована провинция Цзиньчжоу. После окончания Второй мировой войны и ликвидации Маньчжоу-го уезд Суйчжун вернулся в состав провинции Ляонин.
После образования КНР была создана провинция Ляоси, и эти места вошли в её состав. В 1954 году провинции Ляоси и Ляодун были объединены в провинцию Ляонин, которая была разделена на «специальные районы», и эти места с 1955 года оказались в составе Специального района Цзиньчжоу (锦州专区). В 1958 году Специальный район Цзиньчжоу был расформирован, а входившие в его состав административные единицы перешли под юрисдикцию властей Цзиньчжоу. В 1965 году Специальный район Цзиньчжоу был образован вновь, но в 1968 году опять был расформирован, а входившие в его состав административные единицы опять перешли под юрисдикцию властей Цзиньчжоу.
В 1989 году был образован городской округ Цзиньси (в 1994 году переименованный в Хулудао), и уезд вошёл в его состав.

## Знаменитые уроженцы
- Ян Ливэй — первый китайский космонавт.

## Административное деление
Уезд Суйчжун делится на 14 посёлков, 5 волостей и 6 национальных волостей.

## Соседние административные единицы
Уезд Суйчжун граничит со следующими административными единицами:
- Городской уезд Синчэн (на северо-востоке)
- Уезд Цзяньчан (на северо-западе)
- Провинция Хэбэй (на юго-западе)